# Lars Ulrik Mortensen
Lars Ulrik Mortensen (* 9. November 1955 in Esbjerg) ist ein dänischer Cembalist und Dirigent.

## Leben
Mortensen studierte an der Königlich Dänischen Musikakademie Kopenhagen bei Karen Englund (Cembalo) und Jesper Bøje Christensen (Generalbass), er setzte seine Studien bei dem Cembalisten Trevor Pinnock in London fort. Von 1988 bis 1990 gehörte Mortensen dem Ensemble London Baroque als Cembalist an, von 1990 bis 1993 spielte er im Collegium Musicum 90 unter Simon Standage. Er arbeitet häufig mit Musikern wie John Holloway, Jaap ter Linden und Emma Kirkby zusammen. Die Aufnahmen die unter seiner Mitwirkung entstanden, erhielten Preise wie den Diapason d’or, den Grammy und den Cannes Classical Award.
Seit Ende der 1990er Jahre tritt Mortensen vermehrt als Dirigent in Erscheinung, so seit 1999 als künstlerischer Leiter des Concerto Copenhagen und seit 2004 einer der Gastdirigenten des Barockorchesters der Europäischen Union, dem er vorher schon als Cembalo-Tutor verbunden war.
Mortensen lehrte an verschiedenen Musikhochschulen in Dänemark und war von 1996 bis 1999 Professor für Cembalo und historische Aufführungspraxis an der Münchner Musikhochschule, bevor er sich für eine Laufbahn des ausführenden Musikers entschloss. Mortensen gibt weiterhin zahlreiche Meisterkurse und ist häufig in Jurys internationaler Musikwettbewerbe vertreten.